# 19 март
19 март е 78-ият ден в годината според григорианския календар (79-и през високосна година). Остават 287 дни до края на годината.

## Събития
- 238 г. – Гордиан I e провъзгласен от сената за антиимператор на Максимин Трак. Неговият син Гордиан II e сърегент. Двамата управляват само до 9 април. 238 г. е годината на Шестте императори.
- 1227 г. – избиране на папа Григорий IX.
- 1366 г. – Състои се сватбата на Ото V и Катарина Люксембургска.

- 1452 г. – Фридрих III e коронясан в Рим от папа Николай V за император на Свещената Римска империя. Това е последната коронация на император в Рим.
- 1474 г. – Във Венеция е приет закон за защита на изобретенията – първият в света закон за защита на авторското право.
- 1563 г. – „Едикт от Амбоаз“, край на първата Хугенотска война
- 1895 г. – В София започва конгрес на македонските емигрантски дружества и братства в Княжество България и извън него.
- 1911 г. – По инициативата на Клара Цеткин за пръв път се празнува Международен ден на жената в Германия, Дания, Австро-Унгария и Швейцария.
- 1915 г. – Направени са първите снимки на Плутон, който (правилно) не е определен като планета.
- 1920 г. – Сенатът на САЩ отхвърля Версайския договор за втори път (първият е на 19 ноември 1919).
- 1943 г. – Италианският диктатор Бенито Мусолини официално отказва да предаде на немците италианските евреи.
- 1945 г. – България във Втората световна война: Завършва Дравската операция на Първа българска армия.
- 1953 г. – Церемонията по връчване на американските филмови награди „Оскар“ за първи път се излъчва по телевизията.
- 1958 г. – В Страсбург се открива първото заседание на Европейския парламент.
- 1962 г. – Приключва Алжирската война за независимост.
- 1978 г. – В отговор на израелската операция Литани в Ливан, Организацията на обединените нации призовава Израел да изтегли войските си от страната и създава Временни сили на ООН в Ливан.
- 1981 г. – Извършва се неуспешен изпитателен опит на американската космическа совалка Колумбия, вследствие на което загиват трима души и петима са ранени.
- 1982 г. – Фолклендска война: Аржентински войници слизат на остров Южна Джорджия, предизвиквайки войната.
- 1984 г. – Открит е големият електрифициран жп пръстен София – Горна Оряховица – Русе – Варна – Бургас – Пловдив – София.
- 1990 г. – В Отава, Канада, започва първият световен шампионат по хокей на лед за жени.
- 1998 г. – „Боинг 727-228“ на „Ариана Афган Еърлайнс“ се разбива при подход към международното летище в Кабул и убива всички 45 души на борда.
- 2003 г. – Война в Ирак (2003): Малко след 22:00 EST Джордж У. Буш се обръща към американската нация и обявява започването на въздушни удари срещу цели в Ирак.
- 2008 г. – Сателитът Суифт регистрира гама експлозията GRB 080319B, с което се поставя рекорд за най-отдалечен обект, който може да се наблюдава с просто око.
- 2016 г. – Самолетът при полет 981 на „Флайдубай“ се разбива при опит за кацане на международното летище в Ростов на Дон и убива всички 62 души на борда.

## Родени
- 1542 г. – Ян Замойски, полски държавник († 1605 г.)
- 1629 г. – Алексей, цар на Русия († 1676 г.)
- 1776 г. – Василий Тропинин, руски художник, портретист († 1857 г.)
- 1813 г. – Дейвид Ливингстън, английски мисионер и пътешественик († 1873 г.)
- 1821 г. – Ричард Франсис Бъртън, британски пътешественик († 1890 г.)
- 1843 г. – Йорданка Филаретова, българска революционерка и общественичка († 1915 г.)
- 1848 г. – Иван Драсов, български революционер († 1901 г.)
- 1886 г. – Адриен Борел, френски психиатър († 1966 г.)
- 1900 г. – Фредерик Жолио-Кюри, френски физик, Нобелов лауреат през 1935 († 1958 г.)
- 1903 г. – Рада Балевска, български зоолог, професор († 1984 г.)
- 1905 г. – Алберт Шпеер, нацистки архитект и министър († 1981 г.)
- 1909 г. – Петър Славински, български писател и драматург († 1993 г.)
- 1912 г. – Адолф Галанд, германски пилот († 1996 г.)
- 1917 г. – Ласло Сабо, унгарски шахматист († 1998 г.)
- 1918 г. – Радка Бъчварова, българска аниматорка и режисьорка († 1986 г.)
- 1923 г. – Тодор Андреев, български треньор по бокс († 2017 г.)
- 1926 г. – Петър Горанов, български историк, професор († 2011 г.)
- 1932 г. – Иван Вукадинов, български художник († 2024 г.)
- 1936 г. – Урсула Андрес, швейцарска актриса
- 1938 г. – Лъчезар Стоянов, български актьор († 1991 г.)
- 1944 г. – Иван Вутов, български футболист
- 1945 г. – Йозеф Моравчик, министър-председател на Словакия
- 1945 г. – Йосип Ости, словенски и босненски поет († 2021 г.)
- 1946 г. – Огнян Герджиков, български политик
- 1947 г. – Глен Клоуз, американска актриса
- 1949 г. – Валери Леонтиев, руски естраден певец
- 1953 г. – Били Шиън, американски рок музикант
- 1955 г. – Брус Уилис, американски актьор
- 1956 г. – Егор Гайдар, руски политик и икономист († 2009 г.)
- 1956 г. – Люба Кулезич, български журналист и кинокритик
- 1964 г. – Джейк Уебър, английски актьор
- 1967 г. – Петър Витанов, български футболист
- 1969 г. – Конър Триниър, американски актьор
- 1971 г. – Хосе Кардосо, парагвайски футболист
- 1973 г. – Александър Валентинов, български футболист
- 1973 г. – Елена Бозова, българска актриса
- 1976 г. – Алесандро Неста, италиански футболист
- 1979 г. – Иван Любичич, хърватски тенисист
- 1979 г. – Тони Робъртс, американска порноактриса
- 1979 г. – Чавдар Ценков, български футболист
- 1981 г. – Коло Туре, котдивоарски футболист
- 1983 г. – Ваня Дзаферович, хърватски футболист
- 1997 г. – Рута Мейлутите, литовска плувкиня

## Починали
- 1286 г. – Александър III, шотландски крал (* 1241 г.)
- 1406 г. – Ибн Халдун, арабски учен (* 1332 г.)
- 1721 г. – Климент XI, римски папа (* 1649 г.)
- 1822 г. – Валентин Аюи, френски педагог (* 1745 г.)
- 1872 г. – Джоузеф Бейтс, американски християнски водач (* 1792 г.)
- 1884 г. – Елиас Льонрот, финландски филолог (* 1802 г.)
- 1887 г. – Юзеф Крашевски, полски писател (* 1812)
- 1897 г. – Антоан Томсън д'Абади, френски изследовател на Африка (* 1810 г.)
- 1916 г. – Василий Суриков, руски художник (* 1848 г.)
- 1924 г. – Димитър Яблански, български политик (* 1859 г.)
- 1930 г. – Артър Балфур, министър-председател на Обединеното кралство (* 1848 г.)
- 1930 г. – Уилфрид Войнич, американски антиквар (* 1865 г.)
- 1946 г. – Константин Мутафов, български драматург (* 1879 г.)
- 1955 г. – Леонид Говоров, съветски маршал (* 1897 г.)
- 1965 г. – Георге Георгиу-Деж, комунистически ръководител на Румъния (* 1901 г.)
- 1978 г. – Гастон Жулиа, френски математик (* 1893 г.)
- 1987 г. – Луи дьо Бройл, френски физик, Нобелов лауреат през 1929 г. († 1892 г.)
- 1991 г. – Васил Арнаудов, български хоров диригент и музикален педагог (* 1933 г.)
- 1993 г. – Алексей Аджубей, съветски журналист (* 1924 г.)
- 1995 г. – Димитър Панделиев, български писател (* 1927 г.)
- 1996 г. – Климент Цачев, български писател (* 1925 г.)
- 1998 г. – Георги Ангелов, български политик (* 1915 г.)
- 2004 г. – Христо Градечлиев, български художник (* 1935 г.)
- 2008 г. – Сър Артър Кларк, британски писател (* 1917 г.)
- 2008 г. – Хюго Клаус, белгийски писател (* 1929 г.)
- 2008 г. – Пол Скофийлд, британски актьор (* 1922 г.)
- 2009 г. – Гертруд Фусенегер, австрийска писателка (* 1912 г.)
- 2016 г. – Павел Чернев, български адвокат и политик (* 1969 г.)

## Празници
- Римокатолическа църква и Англиканска църква – Ден на свети Йосиф, съпруг на Дева Мария, баща на Исус Христос
  - също в Италия, Испания, Португалия – Ден на бащата
- Русия – Ден на подводничаря